# 111 Somerset
111 Somerset es un edificio comercial de gran altura y un centro comercial en Orchard Road, en el sector de Central Area de Singapur. Fue conocido por primera vez como Public Utilities Board Building (PUB Building o Edificio PUB) hasta 1995, y más tarde fue conocido como Singapore Power Building hasta 2008 cuando fue adquirido por YTL Corporation Pacific Star. Solía albergar la sede de SP Group, hasta que se trasladó a su sitio actual en Kallang.
Incluye dos torres de oficinas y un podio comercial. Actualmente está siendo administrado por Perennial Real Estate Holdings.

## Historia
El Edificio PUB, ubicado cerca del principal cinturón comercial de Singapur, Orchard Road, fue construido para albergar a varios departamentos de la Junta de Servicios Públicos que habían superado su espacio de oficinas en el Ayuntamiento.
El edificio fue el resultado de un concurso de diseño arquitectónico. En julio de 1971, se lanzó un concurso para diseñar la sede corporativa de PUB. De 23 presentaciones, cuatro fueron seleccionadas por un jurado encabezado por el entonces presidente de PUB, Lim Kim San. Ganó la propuesta del ahora desaparecido estudio de arquitectura Singapur Group 2 Architects, formado por Ong Chin Bee y Tan Puay Huat.
Construido con una altura de 100 metros, el edificio PUB se completó en 1977 costó 32 millones de dólares de Singapur. Fue rebautizado como Singapore Power Building, después de que las operaciones de electricidad y gas de PUB se convirtieran en sociedades anónimas a Singapore Power el 1º de octubre de 1995. Fue renovado en 2006, cuando Singapore Power decidió no remodelar su sede corporativa. En cambio, optó por renovar y reclasificar el edificio en metal plateado.
El 29 de enero de 2007, PUB se mudó del edificio para unirse a su ministerio matriz, el Ministerio de Medio Ambiente y Recursos Hídricos, en el Edificio del Medio Ambiente en Scotts Road. Cuando YTL Pacific Star adquirió el edificio en febrero de 2008, se rebautizó con su nombre actual. El nuevo propietario invirtió 50 millones de dólares de Singapur en una renovación y añadió más espacio al por menor mediante la conversión de oficinas, una cafetería, espacios vacíos en las zonas del vestíbulo, así como el aparcamiento y el auditorio. Ahora tiene 46 451 m² de oficinas, 5 574 m² de espacio comercial y 464 m² de área de refrescos al aire libre. La reapertura del complejo en 2010 incluyó un supermercado FairPrice Finest.

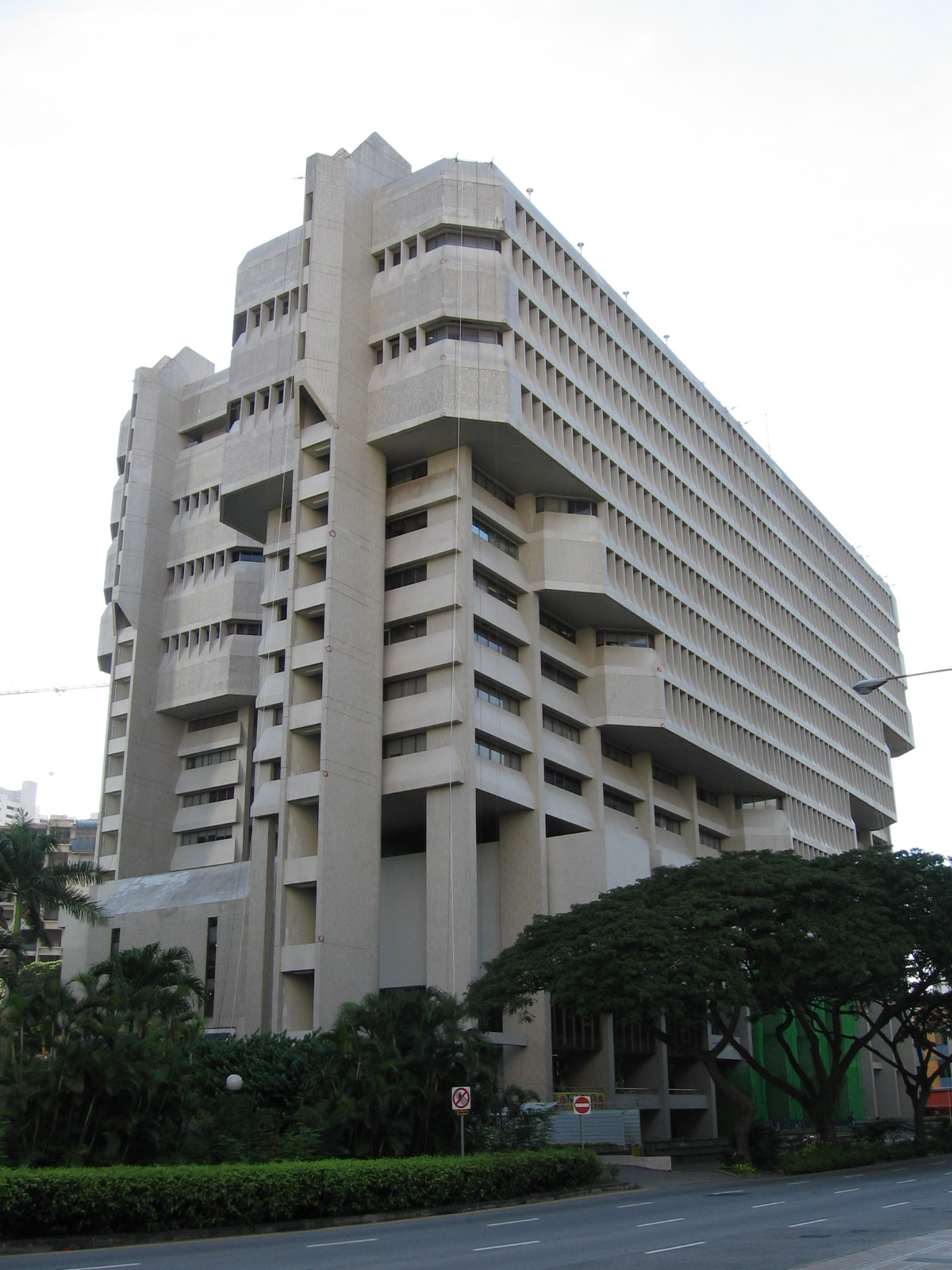
El estilo arquitectónico brutalista se observa a través de la fachada original del Singapore Power Building, revestida con mosaicos cuadrados y baldosas de cerámica rectangulares, antes de su renovación en 2006.

### Concepto de diseño
En el concurso de diseño de 1971 para el Edificio PUB, los otros tres finalistas propusieron estructuras de gran altura para proyectar una imagen corporativa. Sin embargo, el diseño ganador de Group 2 Architect, en palabras del jurado, permitió "formas y funciones naturales para lograr carácter y dignidad" para el edificio. El edificio PUB de 17 pisos de altura muestra la influencia del Ayuntamiento de Boston diseñado en 1962 pir Gerhard M. Kallmann, también ganador del concurso, que a su vez fue influenciado por Sainte Marie de La Tourette de Le Corbusier. Sin embargo, el desarrollo de la forma del Edificio PUB fue manierista, en contraste con la lógica inherente evidente en La Tourette, y hasta cierto punto en el Ayuntamiento.
El diseño y la arquitectura del edificio dieron como resultado un estilo arquitectónico modernista conocido como brutalismo. Este estilo fue popular entre los edificios gubernamentales en las décadas de 1970 y 1980.
Situado entre Somerset Road y Devonshire Road, Group 2 Architects diseñó el edificio PUB como un bloque en forma de H con un núcleo de servicio central y un vestíbulo con ventilación natural. Orientadas al norte y al sur, las dos alas paralelas son de altura desigual, y están unidas por una zona transversal más amplia de tres pisos de altura, y más arriba por el hueco del ascensor y el acceso a cada piso. Entre las dos alas hay un patio ajardinado.

### Énfasis horizontal
Los arquitectos buscaron crear un edificio accesible que reflejara el papel del PUB como proveedor público de gas y electricidad, y esto los llevó a elegir elementos horizontales fuertes para el diseño. En la fachada del edificio, esto se logra con distintivas filas de aletas verticales, escalonadas para enfatizar el movimiento horizontal; estas aletas también proporcionan sombra. Un patrón horizontal secundario resulta de agrupar dos o más filas de estas aletas en bloques.
El motivo arquitectónico que define al Singapore Power Building es su fachada en "zigurat invertido". El edificio se estrecha desde los pisos superiores en voladizo hasta los pisos inferiores empotrados, y los voladizos resultantes ayudan a sombrear los niveles inferiores, una respuesta lógica al clima tropical. El entorno tropical también condujo a la provisión de un generoso vestíbulo sombreado a nivel del suelo. Fue la combinación de características de diseño destinadas a reflejar el clima, junto con el objetivo de hacer que las áreas del piso fueran congruentes con el tamaño de los elementos administrativos de la utilidad que las ocupaba, lo que resultó en el perfil estructural distintivo del edificio. Internamente, el edificio se organizó para reflejar la distribución de los espacios de oficinas que requerían los departamentos de PUB en ese momento, y se necesitaba más espacio en los pisos superiores. Los parapetos biselados de los extremos suavizan las esquinas del edificio. Se enfatiza la longitud del edificio y los elementos de diseño se integran visualmente mediante proyecciones verticales que albergan escaleras. La fachada escalonada proporciona vistas al exterior, al tiempo que ofrece vacíos en el medio que brindan "espacio para respirar".
La planta baja del edificio estaba dedicada al acceso público y también al uso comercial. Se ingresa a través de amplios escalones debajo de columnas que tienen tres o cuatro pisos de altura, y estos pilotos crean una sensación de espacio para las áreas públicas del vestíbulo con ventilación natural. Desde el vestíbulo, que está decorado con esculturas en relieve en las paredes, los escalones conducen a las áreas de servicio público superior e inferior, una cafetería y aparcamientos.
El diseño original del Singapore Power Building se ejecutó prácticamente sin modificaciones posteriores, aunque más tarde estaría rodeado de hoteles, la estación de MRT de Somerset y complejos comerciales.

### Marco estructural
El marco estructural del edificio utiliza un sistema simple de vigas y losas de hormigón armado, y originalmente estaba revestido con mosaicos cuadrados y baldosas de cerámica rectangulares en sus paredes y columnas. La base del edificio está formada por pilotes perforados de gran diámetro instalados en piedra arenisca descompuesta. Las vigas tienen una luz promedio de 7,6 metros excepto en la entrada principal donde las vigas de hormigón postensado tienen una luz de 15 metros. El auditorio está techado por cerchas de acero de 24 metros de largo con una cubierta de hormigón armado compuesto.